# Landschaftsverband
Een landschaftsverband is een bovenregionaal samenwerkingsorgaan in enkele Duitse deelstaten. De positie van deze rechtspersoon ligt tussen die van de landkreis en die van de deelstaat. Deze instanties komen alleen voor in Nedersaksen en in Noordrijn-Westfalen. 

## Openbaar rechtspersoon
Een landschaftsverband is een Körperschaft des öffentlichen Rechts en voert taken uit omtrent regelgeving en financiering van verschillende instellingen variërend van sociale en geestelijke gezondheidszorg zoals psychiatrische en strafklinieken tot stimulering van cultuuruitingen en cultuurbehoud zoals openluchtmusea, industriemusea en archeologische parken. 

### Nedersaksen
Nedersaksen kent dertien landschaftsverbanden, waarbij vaak meerdere landschaften zijn aangesloten. In deze deelstaat richten zij zich uitsluitend op cultuurbevordering en worden daarom gezien als culturele organisaties.

### Noordrijn-Westfalen
Noordrijn-Westfalen kent twee landschaftsverbanden.
- Landschaftsverband Rheinland (LVR)
- Landschaftsverband Westfalen-Lippe (LWL)

## Voorbeeld: werkveld LVR
Enkele van de instellingen die vallen onder Landschaftsverband Rheinland zijn bijvoorbeeld:
- gezondheidszorg: LVR-Klinik Bedburg-Hau, LVR-Klinik Düren, LVR-Klinik Langenfeld
- cultuur: Archeologisch Park Xanten, LVR-LandesMuseum Bonn, LVR-Industriemuseum, LVR-Amt für Bodendenkmalpflege im Rheinland